# Kroneckers delta
I matematikken er Kroneckers delta, opkaldt efter Leopold Kronecker (1823-1891), en funktion af to variable, typisk heltal, hvis værdi er 1, hvis variablene er lig hinanden, og 0 hvis ikke. Eksempelvis er {\displaystyle \delta _{12}=0}, mens {\displaystyle \delta _{33}=1}. Den skrives typisk {\displaystyle \delta _{ij}} og betragtes som notationsmæssig stenografi snarere end en funktion.
{\displaystyle \delta _{ij}=\left\{{\begin{matrix}1&{\mbox{hvis }}i=j\\0&{\mbox{hvis }}i\neq j\end{matrix}}\right.,}
eller med talfølgenotation:
{\displaystyle \delta _{i}=\left\{{\begin{matrix}1&{\mbox{hvis }}i=0\\0&{\mbox{hvis }}i\neq 0\end{matrix}}\right..}
Indenfor signalbehandling, specielt digital signalbehandling, ser man også en notation med firkantede parenteser:
{\displaystyle \delta [i]=\left\{{\begin{matrix}1&{\mbox{hvis }}i=0\\0&{\mbox{hvis }}i\neq 0\end{matrix}}\right..}